# Ivica Vrdoljak
Ivica Vrdoljak (Novi Sad, 19 settembre 1983) è un ex calciatore croato, di ruolo centrocampista.

## Palmarès
- Campionato croato: 3

Dinamo Zagabria: 2007-2008, 2008-2009, 2009-2010
- Coppa di Croazia: 2

Dinamo Zagabria: 2007-2008, 2008-2009
- Coppa di Polonia: 3

Legia Varsavia: 2010-2011, 2011-2012, 2012-2013
- Campionato polacco: 1

Legia Varsavia: 2012-2013